# 氣泵

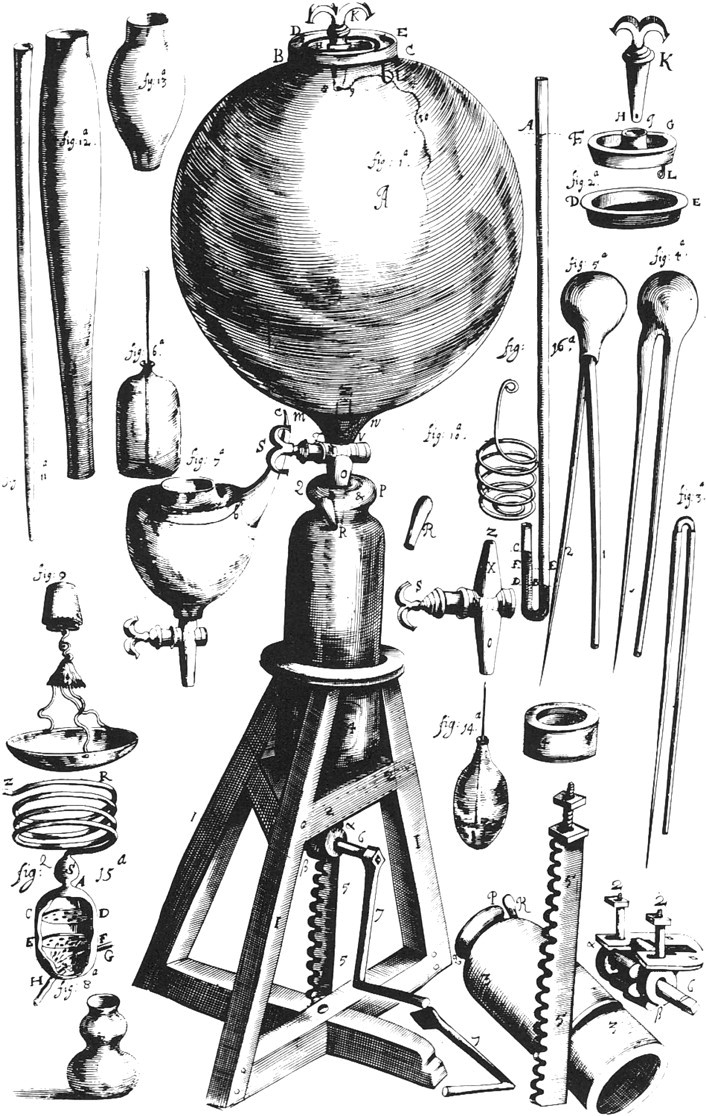
波義耳的氣泵

氣泵（英語：air pump）是一種用於推動氣體的裝置。例子包括自行車用的打氣筒、通過氣石來對水族館或池塘曝氣的泵、用於發動氣動工具、空氣喇叭和管風琴的壓縮機、促進燃燒的風箱、吸塵機和真空泵。

## 歷史
奧托·馮·格里克於1649年發明了卷軸型氣泵。19世紀的專門辭彙稱為氣泵。
最早的實際氣泵是由羅伯特·胡克於1658年為羅伯特·波義耳以科學為目的在英格蘭製造的。